# Taryll Jackson
Pour les articles homonymes, voir Jackson.
 (décembre 2022).
Si vous disposez d'ouvrages ou d'articles de référence ou si vous connaissez des sites web de qualité traitant du thème abordé ici, merci de compléter l'article en donnant les références utiles à sa vérifiabilité et en les liant à la section « Notes et références ».
Taryll Adren Jackson, né le 8 août 1975 à Los Angeles en Californie (États-Unis), est un chanteur et musicien américain, l’un des trois membres du groupe musical 3T.

## Biographie
Taryll Adren Jackson est né le 8 août 1975 à Los Angeles. Il est le deuxième des trois fils de « Tito » Toriano Adaryll Jackson (l’un des membres des Jackson Five) et de son épouse « Dee Dee » Delores Vilmas Martes (1955-1994). Il est aussi le neveu de Michael Jackson et de Janet Jackson.
Il a des origines noires américaines par son père, dominicaines et portoricaines  par sa mère.
À partir de 1995, il forme, avec ses deux frères Taj et TJ Jackson, le groupe musical 3T. Il est d’ailleurs, au sein du groupe, celui qui compose la majorité des tubes des 3T. Ensemble, ils sortiront plusieurs albums : 
- Brotherhood, sorti en 1996 et coproduit par leur oncle Michael Jackson (qui chante sur deux chansons : Why et I Need You) ; cet album s'est vendu à 3 millions d’exemplaires dans le monde ; il était dédié à leur mère « Dee Dee » Martes, disparue tragiquement en 1994 ;
- Identity, sorti en 2004.
- Chapter III, sorti en 2015

Depuis, Taryll Jackson a annoncé vouloir entamer une carrière solo (quelques sons sont d'ailleurs en écoute sur son blogue officiel  Myspace).
Il a officiellement débuté cette carrière en partageant son tout premier album intitulé My life without you (en 2012) ; il s’est ensuivi la même année un second album intitulé Undeniable. 
Entre 2017 et 2018, Taryll Jackson tente ensuite une expérience en tant que disc jockey en réalisant divers remixes, des singles tels que Start all over again (en 2017); No limit et pour finir Next Time (en 2018)
En avril 2019 sort un tout nouvel album : Crazy love où l’on peut également retrouver son dernier single intitulé Without your love.

## Vie privée
Taryll Jackson vit en couple avec Breana Cabral, de qui il a deux fils : Bryce Connor Jackson (né le 21 février 2008) et Adren Michael Jackson (né le 17 février 2011).